# Zoetermeer Panters
Le Hotwings Panters est un club de hockey sur glace de Zoetermeer aux Pays-Bas. Il évolue en BeNe League.